# 22847 Utley
22847 Utley este un asteroid din centura principală de asteroizi.

## Descriere
22847 Utley este un asteroid din centura principală de asteroizi. A fost descoperit pe 9 septembrie 1999 la Socorro, New Mexico, în cadrul proiectului LINEAR. Asteroidul prezintă o orbită caracterizată de o semiaxă mare de 2,52 ua, o excentricitate de 0,11 și o înclinație de 2,3° în raport cu ecliptica.